# Réjean Ducharme
Réjean Ducharme (ur. 12 sierpnia 1941, zm. 21 sierpnia 2017 w Montrealu) – kanadyjski powieściopisarz i dramaturg z Quebecu (Montreal), tworzący w języku francuskim.
Od czasu pierwszego sukcesu w 1966 roku nie udzielał się publicznie. Jego wczesne utwory opowiadały o odrzuceniu świata dorosłych przez dzieci. Najbardziej znana jest pierwsza, poetycka książka, L'avalée des avalés.